# Ricardo Mello
Ricardo Mello (* 21. Dezember 1980 in Campinas) ist ein ehemaliger brasilianischer Tennisspieler.

## Leben und Karriere

### Bis 2000: Juniorenkarriere und erste Erfolge auf Future-Turnieren
Ricardo Mello begann im Alter von sechs Jahren, im Reiterclub von Campinas Tennis zu spielen. In den Jahren 1997 und 1998 spielte er auf der Juniorentour Turniere in Südamerika und Europa. Er erreichte mehrere Finals, gewann einen Titel und besiegte dabei unter anderem den ein Jahr jüngeren David Nalbandian. Seine beste Platzierung in der Juniorenweltrangliste war Rang 15.
Schon 1996 erhielt er als Sechzehnjähriger eine Wildcard für ein Challenger-Turnier in Campinas, wo er jedoch in der ersten Runde gegen den damals gerade aufstrebenden Gustavo Kuerten verlor.
Seit 1998 sammelte Mello auf Future-Turnieren in Südamerika erste Weltranglistenpunkte. Im folgenden Jahr konnte er zwei Turniere in Uruguay und Paraguay gewinnen und stieg in die Top 500 der Tennisweltrangliste. 2000 folgten zwei weitere Future-Titel für Ricardo Mello, zudem gewann er erstmals Matches bei Challenger-Turnieren.

### 2001–2003: Challenger-Titel und ATP-Debüt
Im Juli 2001 konnte er in Campos do Jordão seinen ersten Challenger-Titel feiern. Außerdem erreichte er in diesem Jahr ein weiteres Challenger-Finale sowie zwei Halbfinals. Bei den US Open 2001 versuchte er erstmals, sich für ein Grand-Slam-Turnier zu qualifizieren, er schied jedoch in der dritten Qualifikationsrunde aus. Besser machte er es im September 2001 beim ATP-Turnier von Costa do Sauípe, wo sich Mello für das Hauptfeld qualifizierte. Dort besiegte er in der ersten Runde André Sá und in der zweiten Runde mit Nicolás Massú erstmals einen Top-100-Spieler, bevor er im Viertelfinale gegen Alexandre Simoni ausschied. In der Weltrangliste stieg er bis zum Jahresende bis auf Platz 133.
Im Jahr 2002 erreichte Ricardo Mello drei Challenger-Finals, von denen er zwei gewinnen konnte. Dabei gelang ihm eine Serie von 13 Matchgewinnen in Folge, als er hintereinander die Turniere von Campos do Jordão und Belo Horizonte gewann und anschließend in Gramado das Halbfinale erreichte. Auf ATP-Ebene war er weniger erfolgreich: Sein einziges Match in Costa do Sauípe verlor er und konnte sich bei drei Versuchen nicht für ein Grand-Slam-Turnier qualifizieren.
Auch im Jahr 2003 gelang ihm dies nicht; sein bestes Ergebnis bei Grand-Slam-Turnieren war das Erreichen der dritten Qualifikationsrunde der US Open. Dafür konnte er sich bis zum April 2003 für drei ATP-Turniere qualifizieren und erreichte dabei in Houston das Viertelfinale, wo er gegen den Weltranglistenzweiten Andre Agassi chancenlos war. Da er in der Weltrangliste mittlerweile bis auf Platz 111 geklettert war, war Ricardo Mello in den folgenden Monaten bei mehreren ATP-Turnieren direkt qualifiziert; er kam jedoch nie über die erste Runde hinaus. Erst im September 2003 in Costa do Sauípe konnte er wieder ein ATP-Match gewinnen und besiegte mit Juan Ignacio Chela sogar einen Top-50-Spieler, bevor er im Viertelfinale gegen Gustavo Kuerten wie schon sieben Jahre zuvor chancenlos war. Zum Jahresende erreichte Mello noch zwei Challenger-Finals, von denen er eins in Puebla gewinnen konnte. Zudem gewann er an der Seite von Alexandre Simoni einen Doppeltitel in Quito.

### 2004–2005: Grand-Slam-Debüt, erster ATP-Titel und Einstieg in die Top 100
Bei den Australian Open qualifizierte sich Mello erstmals für ein Grand-Slam-Turnier, er schied jedoch bereits in der ersten Runde glatt gegen David Nalbandian aus. Auch bei den French Open kassierte er nach erfolgreicher Qualifikation gegen Raemon Sluiter eine Erstrundenniederlage. Im August 2004 erreichte Mello bei den Challenger-Turnieren von Belo Horizonte und Gramado jeweils das Finale und beide Male hieß der Gegner Janko Tipsarević. Während in Belo Horizonte noch Tipsarević die Oberhand behielt, so konnte Mello ihn im zweiten Versuch besiegen und somit seinen fünften Challenger-Titel feiern. Dies war der Auftakt zu den bis dato erfolgreichsten Wochen seiner Karriere: Bei den US Open qualifizierte er sich zum dritten Mal für ein Grand-Slam-Turnier und konnte in der ersten Runde den an Position 17 gesetzten Juan Ignacio Chela besiegen. Auch die zweite Runde überstand er, schied dann aber gegen Tommy Haas aus. Dies brachte ihm erstmals eine Position in den Top 100 der Weltrangliste ein. Zwei Wochen später folgte in Delray Beach der erste ATP-Titel. Dabei besiegte Mello mit Mardy Fish, Mario Ančić sowie im Finale Vincent Spadea gleich drei Spieler aus den Top 30. In den folgenden Monaten konnte er zudem noch in Shanghai das Viertelfinale und in Tokio das Achtelfinale erreichen, und beendete das Jahr auf Platz 71 der Weltrangliste.
Das Jahr 2005 begann mit einem Challenger-Titel in São Paulo. Bei den Australian Open war Ricardo Mello direkt qualifiziert. Nach einem Erstrundensieg über Alberto Martín schied er in der zweiten Runde in vier knappen Sätzen gegen den an Position 6 gesetzten Guillermo Coria aus. Aufgrund seiner Weltranglistenposition spielte Mello in diesem Jahr fast nur noch ATP-Turniere. Dabei waren seine besten Resultate das Erreichen des Halbfinals in Costa do Sauípe, wo er in drei Sätzen gegen den damals neunzehnjährigen Rafael Nadal verlor, eine Viertelfinalteilnahme in Los Angeles sowie die jeweils zweite Runde bei den Masters-Turnieren von Miami und Montreal sowie bei den US Open. Außerdem wurde er in diesem Jahr erstmals in die brasilianische Davis-Cup-Mannschaft berufen und verhalf seinem Team mit vier Einzelsiegen zum Aufstieg in die Amerika-Gruppe I. Dabei gelang ihm im Match gegen David Josepa von den niederländischen Antillen das selten Kunststück eines „Triple Bagels“: Er gewann das Match 6:0, 6:0, 6:0. Trotzdem waren die Ergebnisse dieses Jahres nicht genug, um die Punkte aus dem letzten Jahr zu verteidigen und so fiel Mello, nachdem er im Juli mit Rang 50 seine beste Weltranglistenplatzierung erreicht hatte, zum Jahresende wieder aus den Top 100 der Weltrangliste heraus.

### 2006–2009: Durststrecke ohne größere Erfolge
2006 spielte Mello hauptsächlich wieder auf der Challenger Tour. Dabei gewann er zwei Turniere in Florianópolis und Campos do Jordão, zudem erreichte er bei drei weiteren Turnieren das Halbfinale. Auf ATP-Ebene konnte Mello bei sieben Turnierteilnahmen nur zweimal die zweite Runde erreichen. Erwähnenswert ist dabei das Match gegen den damals 19-jährigen Andy Murray in Newport, welches Murray erst im dritten Satz im Tie-Break gewinnen konnte. Im Davis Cup steuerte Ricardo Mello zwei Einzelsiege dazu bei, dass Brasilien in die Play-off-Runde um den Einzug in die Weltgruppe gelangte, wo sie jedoch gegen Schweden verloren. In der Weltrangliste rutschte er zwischenzeitlich ab bis auf Rang 183, zum Jahresende belegte er Platz 134.
Das Jahr 2007 wurde das schlechteste Jahr für Ricardo Mello: Er gewann keinen einzigen Titel und kam auch bei keinem Turnier über das Viertelfinale hinaus. Nachdem er im Oktober und November 2007 bei fünf Challenger-Turnieren hintereinander jeweils in der ersten Runde ausgeschieden war, fiel er in der Weltrangliste bis auf Platz 257. Auch im Jahr 2008 konnte Mello keinen Titel gewinnen, er erreichte aber zwei Challenger-Finals sowie zwei weitere Halbfinals.
Im Jahr 2009 ging es dann wieder aufwärts: Gleich zu Beginn konnte Ricardo Mello in São Paulo seinen mittlerweile neunten Challenger-Titel feiern, den ersten seit über zweieinhalb Jahren. Im August 2009 folgte in Brasília der nächste Titel. Bei drei ATP-Turnieren konnte er sich für das Hauptfeld qualifizieren, verlor jedoch jeweils in der ersten Runde. Bei den US Open scheiterte er in der dritten Qualifikationsrunde. Nachdem er im November noch zusammen mit Franco Ferreiro einen Doppel-Challenger-Titel in São Paulo gewonnen hatte, beendete Mello das Jahr auf Weltranglistenplatz 151.

### 2010–2011: Wiedereinstieg in die Top 100
Das Jahr 2010 begann wie schon das Vorjahr mit einem Challenger-Titel in São Paulo. Im Februar 2010 trat Ricardo Mello mit einer Wildcard beim ATP-Turnier von Costa do Sauípe an, wo er – abgesehen von dem Turniersieg in Delray Beach – seine größten Erfolge auf der ATP Tour hatte. Und auch in diesem Jahr konnte er bis ins Halbfinale vorstoßen und besiegte dabei unter anderem die derzeitige brasilianische Nummer 1 Thomaz Bellucci. Nachdem er sich für die Masters-Turniere von Indian Wells und Miami jeweils erfolgreich qualifiziert hatte und beim Challenger-Turnier von Curitiba das Finale erreicht hatte, stand Ricardo Mello Ende April 2010 erstmals seit über vier Jahren wieder in den Top 100 der Weltrangliste. Dadurch war er nun auch wieder für Grand-Slam-Turniere qualifiziert und konnte dabei nach Erstrundenniederlagen bei den French Open und in Wimbledon bei den US Open durch einen Sieg über Björn Phau die zweite Runde erreichen. Zudem erreichte er im Laufe der Saison noch zwei weitere Challenger-Finals, von denen er eins in Salvador gewann. Im September 2010 trat Ricardo Mello in der Playoff-Runde gegen Indien erstmals seit drei Jahren wieder für das brasilianische Davis-Cup-Team an. Er gewann sein erstes Match in fünf Sätzen gegen Somdev Devvarman, verlor dann jedoch die entscheidende fünfte Partie gegen Rohan Bopanna, so dass Brasilien 2:3 verlor und den Einzug in die Weltgruppe verpasste.
Auch im Januar 2011 konnte Ricardo Mello seinen Challenger-Titel in São Paulo verteidigen. Bei den Australian Open traf er in der ersten Runde auf seinen an Position 30 gesetzten Landsmann Thomaz Bellucci, gegen den er in einem knappen Fünfsatzmatch ausschied. Im Februar 2011 erreichte Ricardo Mello beim ATP-Turnier von Costa do Sauípe zum dritten Mal nach 2005 und 2010 das Halbfinale. Dabei besiegte er unter anderem den an Position 2 gesetzten Albert Montañés und fertigte im Viertelfinale Pablo Andújar in weniger als einer Stunde Spielzeit mit 6:1, 6:0 ab. Im Halbfinale war er allerdings gegen Oleksandr Dolhopolow klar unterlegen und verpasste somit auch im dritten Anlauf den Sprung ins Finale. Im weiteren Jahresverlauf kam Ricardo Mello bei keinem ATP-Turnier mehr über die zweite Runde hinaus. Hervorzuheben sind dabei lediglich der Zweisatzsieg über den Top-30-Spieler John Isner im April 2011 in Belgrad sowie das erstmalige Erreichen der zweiten Runde in Wimbledon durch einen Sieg über den Qualifikanten Frank Dancevic. Im Oktober 2011 gewann Mello in Recife und São José do Rio Preto zwei weitere Challenger-Turniere. Er ist damit einer von zu dem Zeitpunkt vier Spielern, die in ihrer Karriere 15 oder mehr Challenger-Einzeltitel gewinnen konnten. Das Jahr 2012 begann er noch auf Platz 85, im Verlauf des Jahres fiel er bis auf Platz 286. Einzig bei den French Open konnte er noch die zweite Runde erreichen.
Am 11. Februar 2013 beendete Ricardo Mello nach seiner Erstrundenniederlage gegen Martín Alund bei den Brasil Open 2013 seine Karriere.

## Erfolge
| Legende (Anzahl der Siege)                      |
| Grand Slam                                      |
| ATP World Tour Finals                           |
| ATP World Tour Masters 1000                     |
| ATP World Tour 500                              |
| ATP International Series ATP World Tour 250 (1) |
| ATP Challenger Tour (18)                        |

| ATP-Titel nach Belag |
| Hartplatz (1)        |
| Sand (0)             |
| Rasen (0)            |

### Einzel

#### Turniersiege

##### ATP World Tour
| Nr. | Datum              | Turnier      | Belag     | Finalgegner    | Ergebnis  |
| --- | ------------------ | ------------ | --------- | -------------- | --------- |
| 1.  | 19. September 2004 | Delray Beach | Hartplatz | Vincent Spadea | 7:62, 6:3 |

##### ATP Challenger Tour
| Nr. | Datum             | Turnier               | Belag     | Finalgegner            | Ergebnis        |
| --- | ----------------- | --------------------- | --------- | ---------------------- | --------------- |
| 1.  | 8. Juli 2001      | Campos do Jordão (1)  | Hartplatz | Alexandre Simoni       | 7:66, 4:6, 7:65 |
| 2.  | 28. Juli 2002     | Campos do Jordão (2)  | Hartplatz | Maximilian Abel        | 7:62, 6:3       |
| 3.  | 4. August 2002    | Belo Horizonte        | Hartplatz | Alexandre Simoni       | 6:3, 6:3        |
| 4.  | 23. November 2003 | Puebla                | Hartplatz | Markus Hantschk        | 7:65, 6:4       |
| 5.  | 8. August 2004    | Gramado               | Hartplatz | Janko Tipsarević       | 2:6, 7:5, 6:4   |
| 6.  | 9. Januar 2005    | São Paulo (1)         | Hartplatz | Giovanni Lapentti      | 4:6, 6:2, 7:60  |
| 7.  | 16. April 2006    | Florianópolis         | Sand      | Diego Junqueira        | 6:3, 5:7, 7:64  |
| 8.  | 29. Juli 2006     | Campos do Jordão (3)  | Hartplatz | Ivo Klec               | 6:3, 6:4        |
| 9.  | 11. Januar 2009   | São Paulo (2)         | Hartplatz | Paul Capdeville        | 6:2, 6:4        |
| 10. | 16. August 2009   | Brasília              | Hartplatz | Juan Ignacio Chela     | 7:62, 6:4       |
| 11. | 10. Januar 2010   | São Paulo (3)         | Hartplatz | Eduardo Schwank        | 6:3, 6:1        |
| 12. | 21. August 2010   | Salvador da Bahia     | Hartplatz | Thiago Alves           | 5:7, 6:4, 6:4   |
| 13. | 9. Januar 2011    | São Paulo (4)         | Hartplatz | Rafael Camilo          | 6:2, 6:1        |
| 14. | 2. Oktober 2011   | Recife                | Hartplatz | Rogério Dutra da Silva | 7:65, 6:3       |
| 15. | 30. Oktober 2011  | São José do Rio Preto | Sand      | Eduardo Schwank        | 6:4, 6:2        |

### Doppel

#### Turniersiege
| Nr. | Datum            | Turnier          | Belag      | Partner          | Finalgegner                     | Ergebnis |
| --- | ---------------- | ---------------- | ---------- | ---------------- | ------------------------------- | -------- |
| 1.  | 12. Oktober 2003 | Quito            | Sand       | Alexandre Simoni | Hugo Armando Ricardo Schlachter | 6:3, 6:4 |
| 2.  | 25. Juli 2004    | Campos do Jordão | Hartzplatz | Iván Miranda     | Alejandro Hernández André Sá    | 6:3, 6:4 |
| 3.  | 1. November 2009 | São Paulo        | Sand       | Franco Ferreiro  | Diego Junqueira David Marrero   | 6:3, 6:3 |